# Bukowina (Cewice)
Bukowina (deutsch Buckowin; kaschubisch Bùkòwina) ist ein Ort in der polnischen Woiwodschaft Pommern und gehört zur Landgemeinde Cewice (Zewitz) im Powiat Lęborski (Lauenburger Kreis).

## Geographische Lage
Die Ortschaft liegt in Hinterpommern, etwa 16 Kilometer südsüdöstlich von Lauenburg in Pommern (Lębork). Etwa einen Kilometer südlich des Ortskerns fließt von Ost nach West der Fluss Buckowin, ein rechter Nebenfluss der Lupow, durch den Buckowiner See.

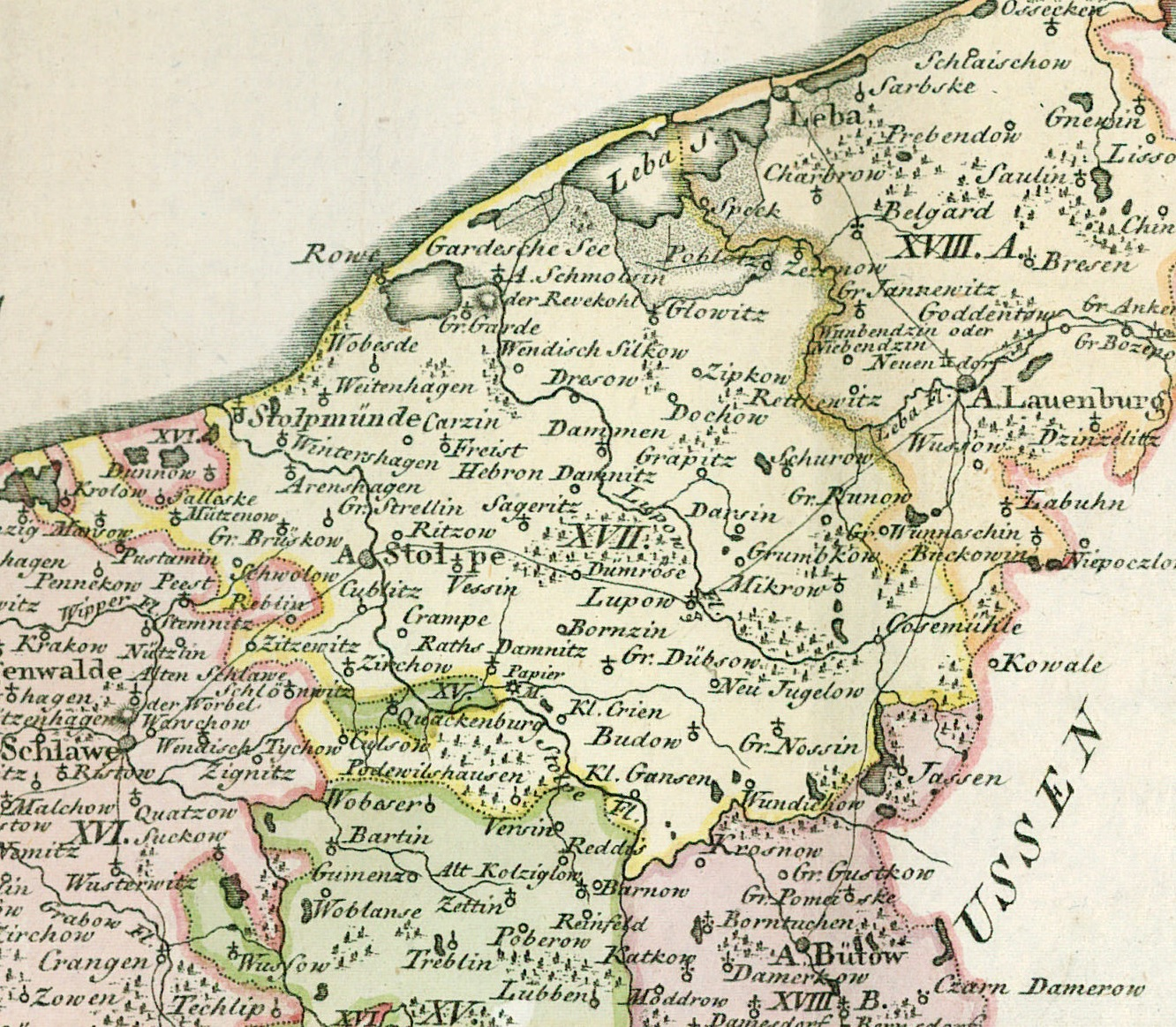
Buckowin, Kirchdorf, östlich der Stadt Stolp (früher Stolpe geschrieben), südsüdöstlich der Stadt Lauenburg i. Pom. und südwestlich des Kirchdorfs Zinzelitz (Dzinzelitz, 1939–1945 Spechtshagen), auf einer Landkarte von 1794

Buckowin, südsüdöstlich von Lauenburg in Pommern und ostsüdöstlich des Dorfs Zewitz, auf einer Landkarte von 1910.

Sieben Kilometer westlich des Ortes liegt Cewice (Zewitz), vier Kilometer nordöstlich Niepoczołowice (Wahlendorf) und vier Kilometer südlich Pałubice (Pallubitz).
|  |

## Geschichte
Die älteste erhaltene Urkunde, in der das Dorf zum Prämonstratenser-Kloster Suckow gehörend erwähnt wird, stammt aus dem Jahr 1295, doch bereits 1150 befand sich im heutigen Bukowina ein Pfarramt.
Seither wechselte das Gut bzw. der Gutshof Bukowin viele Male den Besitzer.
Im 17. und 18. Jahrhundert gehörte er den Familien Grelle und Pirch. Um 1780 war der Besitzer des Dorfs der Fähnrich beim Posadowskyschen Dragonerregiment Franz Adolph von Weiher.
In der ersten Hälfte des 19. Jahrhunderts befand sich das Gut im Besitz eines Angehörigen der Familie Pirch.  Vor 1868 hatte Buckowin 190 Einwohner.  In der Weimarer Republik (1919–1933) diente das Gut als Lehrgut der Reichswehr.
Um 1780 gab es in dem Kirchdorf Buckowin ein Vorwerk,  eine Wassermühle mit zwei Gängen nebst einer Aalschleuse, einen Prediger, einen Küster, zwei Bauern, vier Kossäten, einen Gasthof, eine Schmiede und insgesamt 16 Haushaltungen.
Am 1. April 1927 hatte das Gut Buckowin eine Flächengröße von 493 Hektar, und am 16. Juni 1925 hatte der Gutsbezirk 140 Einwohner. Am 30. September 1928 wurde der Gutsbezirk Buckowin in die Landgemeinde Buckowin eingegliedert.
Am Anfang der 1930er Jahre beherbergte die 13,1 km² große Gemeindefläche insgesamt 81 bewohnte Wohnhäuser an drei verschiedenen Wohnstätten:
1. Buckowin
2. Fließhof
3. Mühle

Um 1935 gab es in Buckowin einen Gasthof, eine Niederlassung des Spar- und Darlehnskassenvereins, ein Holzsägewerk und eine Mühle.
Bis 1945 bildete Buckowin eine Landgemeinde im Landkreis Lauenburg i. Pom. in der preußischen Provinz Pommern des Deutschen Reichs. Buckowin war dem Amtsbezirk Schimmerwitz angegliedert. Die Ortschaft lag im südöstlichen Winkel des Kreises an der Grenze zu Westpreußen bzw. zum Polnischen Korridor.
Gegen Ende des Zweiten Weltkriegs wurde Buckowin Anfang März 1945 von der Roten Armee besetzt. Bald darauf wurde Buckowin zusammen mit ganz Hinterpommern von der Sowjetunion der Volksrepublik Polen zur Verwaltung überlassen. Anschließend begann im Dorf die Zuwanderung polnischer Zivilisten, von denen die einheimischen Dorfbewohner aus ihren Häusern und Gehöften gedrängt wurden. Buckowin wurde unter dem polonisierten Ortsnamen ‚Bukowina‘ verwaltet. In der darauf folgenden Zeit wurden Buckowins Alteinwohner von der polnischen Administration vertrieben.
Das Gebäude des Gasthauses Franz Pett, den es schon seit geraumer Zeit gab, beherbergt heute einen Lebensmittelladen.

### Demographie
| Jahr | Einwohner | Anmerkungen                                 |
| ---- | --------- | ------------------------------------------- |
| 1867 | 304       | 73 in der Landgemeinde, 231 im Gutsbezirk   |
| 1871 | 287       | davon 241 Evangelische und 46 Katholiken    |
| 1905 | 251       | 78 in der Landgemeinde, 173 im Gutsbezirk   |
| 1925 | 490       | darunter 420 Evangelische und 40 Katholiken |
| 1933 | 541       | [ 12 ]                                      |
| 1939 | 512       | [ 12 ]                                      |

Im Jahr 2006 wurden 530 Einwohner gezählt.

## Kirche

### Dorfkirche

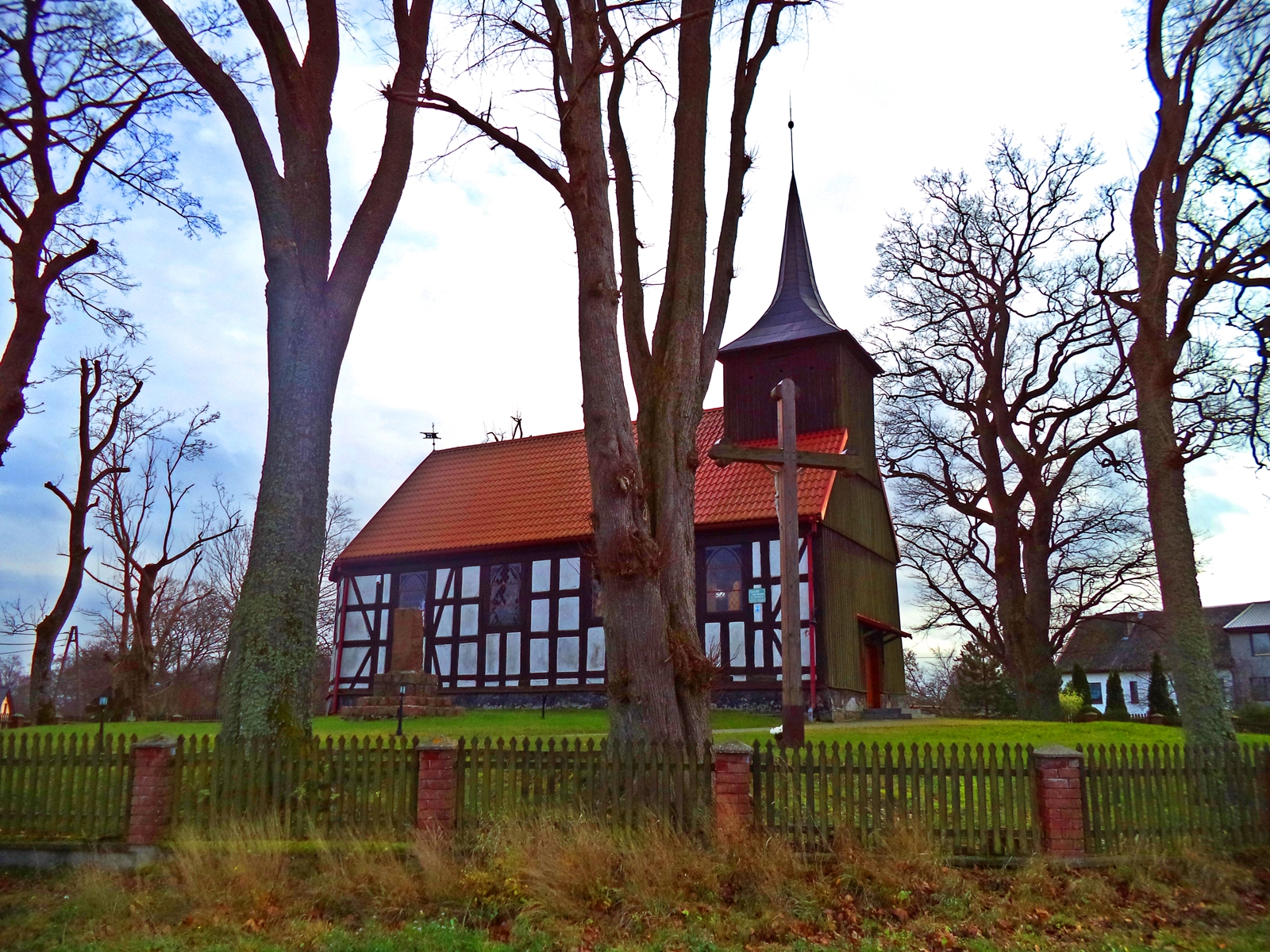
Bukowiner Fachwerk-Kirche (2013), bis 1945 Gotteshaus der evangelischen Pfarrgemeinde Buckowin

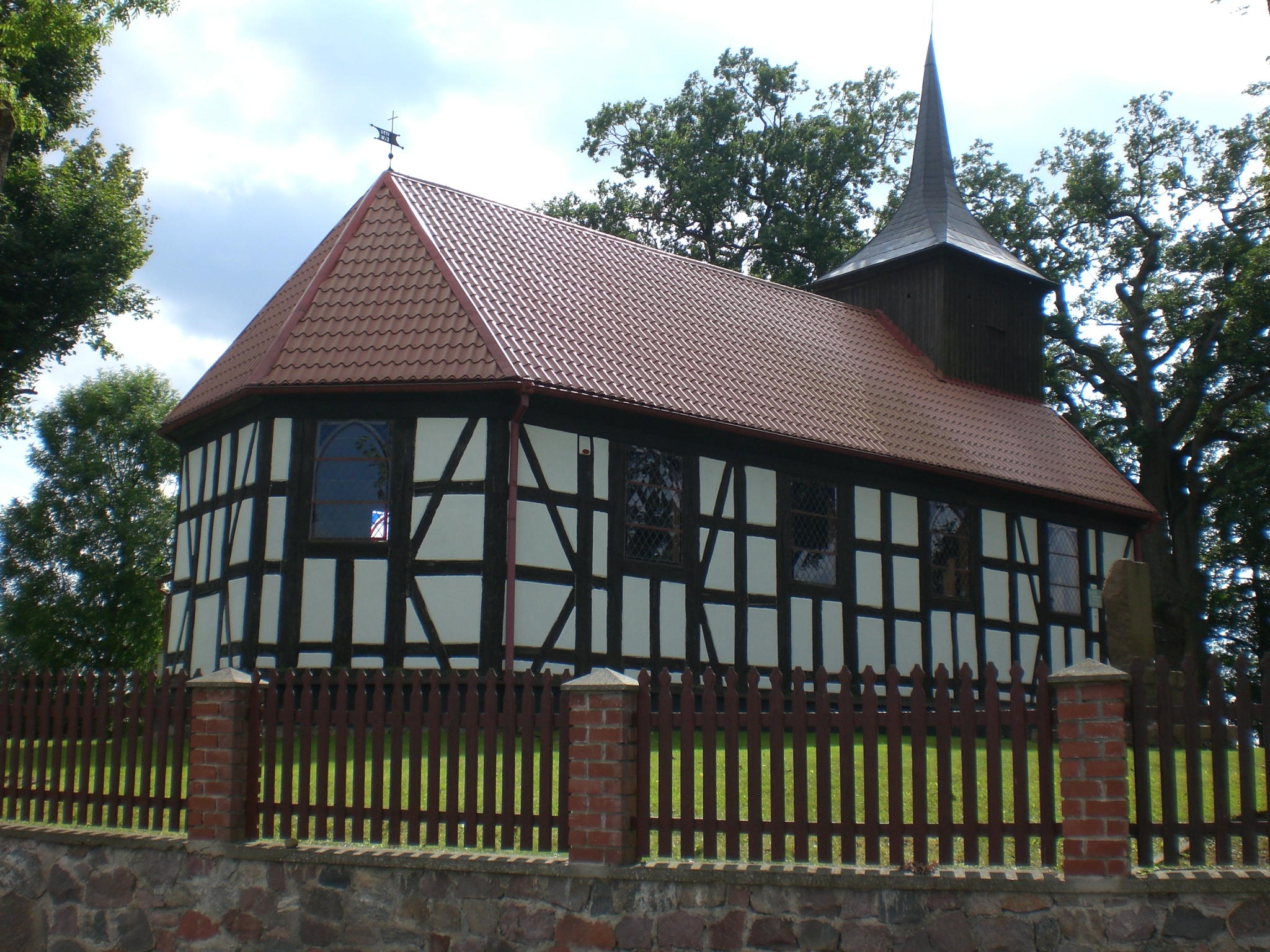
Bukowiner Fachwerk-Kirche (2016), Rückseite

Nach dem Zweiten Weltkrieg wurde die evangelische Pfarrkirche von der polnischen Administration zugunsten der Römisch-katholischen Kirche in Polen zwangsenteignet und vom polnischen katholischen Klerus ‚neu geweiht‘.

### Kirchspiel bis 1945
Die vor 1945 in Buckowin lebenden Dorfbewohner gehörten mit großer Mehrheit der evangelischen Konfession an. Das evangelische Kirchspiel war in Buckowin. Der Bestand an Kirchenbüchern reichte bis 1767 zurück.
Das katholische Kirchspiel war in Lauenburg in Pommern.

### Polnisches Kirchspiel seit 1945
Die seit 1945 und Vertreibung der einheimischen Dorfbewohner anwesende polnische Einwohnerschaft ist überwiegend katholisch.
Hier lebende evangelische Polen sind in die Pfarrei der  Kreuzkirche in Stolp in der Diözese Pommern-Großpolen der Evangelisch-Augsburgischen Kirche in Polen eingegliedert. Kirchort ist Lębork (Lauenburg in Pommern).

## Kultur und Sehenswürdigkeiten
- Fachwerkkirche
- ehemaliger Grenzübergang
- Gedenksteine zur Errichtung des Nationalparks

## Verkehr
Zum Ort führt die  Woiwodschaftsstraße 214, die von Łeba (Leba) an der Ostsee im Norden kommend nach Süden führt.

## Söhne und Töchter des Ortes
- Hannelore Hauschild (1932–2020), deutsche Politikerin (SED) und Funktionärin im Demokratischen Frauenbund Deutschlands